# Tofino Air
Tofino Air est une petite compagnie aérienne canadienne assurant des vols réguliers et charters à partir de Tofino et Sechelt en Colombie-Britannique. 

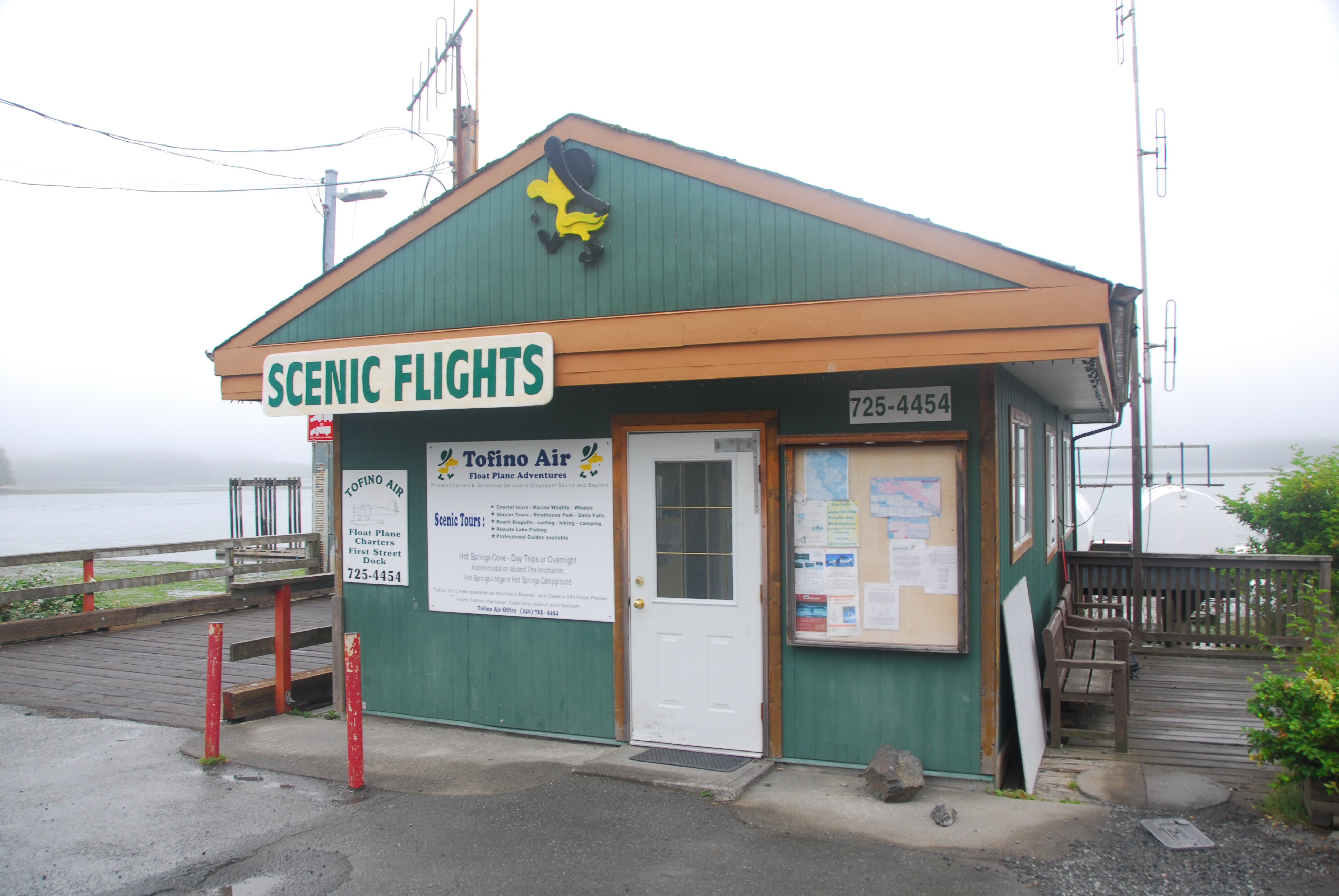
Terminal de Tofino Air à l'hydroaérodrome de Tofino-Harbour.